# Сопот (Преграда)
Сопот је насељено место у саставу града Преграде у Крапинско-загорској жупанији, Хрватска. До територијалне реорганизације у Хрватској налазио се у саставу старе општине Преграда.

## Становништво
На попису становништва 2011. године, Сопот је имао 330 становника.

## Попис1991.
На попису становништва 1991. године, насељено место Сопот је имало 347 становника, следећег националног састава:
| Попис 1991.‍ | Попис 1991.‍ | Попис 1991.‍ | Попис 1991.‍ | Попис 1991.‍ |
| ----------- | ----------- | ----------- | ----------- | ----------- |
|             |             |             |             |             |
| Хрвати      | Хрвати      |             | 345         | 99,42%      |
| непознато   | непознато   |             | 2           | 0,57%       |
| укупно: 347 |             |             |             |             |